# 1710
1710. је била проста година.

## Догађаји

### Датум непознат
- Википедија:Непознат датум — Започео Руско-турски рат (1710-1711)
- Википедија:Непознат датум — Српски устанци Куча и Брђана за вријеме Руско-Турског рата

## Рођења

### Фебруар
- 15. фебруар — Луј XV, француски краљ.

### Мај
- 14. мај — Адолф Фредерик од Шведске, краљ Шведске

### Август
- 8. новембар — Сара Филдинг, енглеска списатељица.

## Смрти

### Август
- 19. октобар — Оле Кристенсен Ремер, дански астроном.